# Boarmia melanosticta
Boarmia melanosticta là một loài bướm đêm trong họ Geometridae.